# Valerie Hunter Gordon
Pour les articles homonymes, voir Hunter et Gordon.
Valerie Hunter Gordon, née Valerie Ziani de Ferranti le 7 décembre 1921 et morte le 16 octobre 2016, est l'inventeur britannique du modèle Paddi, considéré comme le premier système de couches-culottes jetables au monde, et de la Nikini, un modèle précoce de serviette hygiénique.

## Développement des couches culottes modernes
En 1947, après l'arrivée de son troisième enfant, Valerie Hunter Gordon entreprend de concevoir un système de couche-culotte qui permettrait d'épargner aux mamans les heures de corvée et le gaspillage de ressources généré par le lavage, le séchage et le repassage des couches courantes de l'époque. Elle crée ainsi une couche composée de deux parties : un coussinet biodégradable et jetable fait d'un rembourrage de cellulose enveloppé dans de l'ouate, encastré dans une housse réglable imperméable équipée de boutons pression, le Paddi, destiné à être conservé. À l'origine, elle utilise de la toile de parachute pour fabriquer la housse imperméable. Ladite toile sera remplacée plus tard par le PVC nouvellement apparu,.
Valerie Hunter Gordon tente de faire breveter son système en 1948. Seule la partie à conserver, le Paddi, obtient un brevet en 1949. Elle contacte ensuite plusieurs entreprises afin de démarrer la production et la commercialisation de son produit à plus grande échelle, sans succès. Elle signe finalement un contrat avec le fabricant de couches Robinson & Sons, dont le dirigeant se laisse convaincre par le père de Valérie Hunter Gordon, Vincent Ziani de Ferranti, au cours d'un dîner à la Royal Society. Le contrat est signé le 8 novembre 1949,.
En 1950, la chaîne de pharmacie Boots accepte de commercialiser les Paddi dans toutes ses succursales. Le produit obtient un brevet international en 1951. Il est présenté dans différents salons et événements et, en 1952, la BBC classe le Paddi parmi les six inventions les plus prometteuses du Ideal Home exhibition. 750,000 unités sont vendues cette année là. Les ventes atteignent les 6 millions d'unités en 1960 et demeurent florissantes pendant de nombreuses années, avant que la marque Pampers ne lance ses couches tout-en-un, pour lesquelles la partie plastifiée est jetée avec le reste après utilisation.

## Création des serviettes hygiéniques Nikini
Valerie Hunter Gordon crée également le système de serviettes hygiéniques Nikini, équipé d'un coussinet utilisant des matériaux similaires à ceux des couches Paddi, et qui peut être considéré comme la première serviette hygiénique moderne. À la surprise de sa créatrice, la serviette Nikini lui rapportera finalement plus de royalties que le système Paddi.

## Vie personnelle
Valerie Hunter Gordon est la petite fille de l'inventeur Sebastian Ziani de Ferranti, fondateur de la société d'ingénierie écossaise Ferranti, et l'arrière petite fille du guitariste et compositeur classique Marco Aurelio Zani de Ferranti.
Elle suit l'instruction du couvent du Sacré Cœur de Roehampton puis se marie en 1940 avec le major Patrick Hunter Gordon, lequel arrive juste à temps pour la cérémonie de mariage en compagnie du père de la mariée après avoir traversé les lignes allemandes à la suite de la retraite de Dunkerque lors de la seconde guerre mondiale.
Valerie Hunter Gordon meurt le 16 octobre 2016 à l'âge de 94 ans.